# Municipio de Cambridge (Misuri)
El municipio de Cambridge (en inglés: Cambridge Township) es un municipio ubicado en el condado de Saline en el estado estadounidense de Misuri. En el año 2010 tenía una población de 2431 habitantes y una densidad poblacional de 11,07 personas por km².

## Geografía
El municipio de Cambridge se encuentra ubicado en las coordenadas 39°15′51″N 93°1′9″O / 39.26417, -93.01917. Según la Oficina del Censo de los Estados Unidos, el municipio tiene una superficie total de 219.61 km², de la cual 211,71 km² corresponden a tierra firme y (3,6 %) 7,9 km² es agua.

## Demografía
Según el censo de 2010, había 2431 personas residiendo en el municipio de Cambridge. La densidad de población era de 11,07 hab./km². De los 2431 habitantes, el municipio de Cambridge estaba compuesto por el 91,44 % blancos, el 5,27 % eran afroamericanos, el 0,33 % eran amerindios, el 0,33 % eran asiáticos, el 0,9 % eran de otras razas y el 1,73 % eran de una mezcla de razas. Del total de la población el 2,14 % eran hispanos o latinos de cualquier raza.